# Ryan Murphy (giocatore di football americano)
Ryan Murphy (Oakland, 14 ottobre 1992) è un ex giocatore di football americano statunitense che ha militato nel ruolo di strong safety nella National Football League (NFL).

## Carriera

### Seattle Seahawks
Al college Murphy giocò a football a Oregon State. Fu scelto nel corso del settimo giro (248º assoluto) del Draft NFL 2015 dai Seattle Seahawks. Fu svincolato il 5 settembre 2015.

### Denver Broncos
Murphy firmò con la squadra di allenamento dei Denver Broncos il 3 novembre 2015.
Il 7 febbraio 2016 fu parte della squadra che vinse il Super Bowl 50 battendo i Carolina Panthers per 24–10.
Il 3 novembre 2016 Murphy fu svincolato dai Broncos. Il giorno successivo rifirmò con la squadra di allenamento. Fu svincolato il 22 settembre 2016. Tornò nella squadra di allenamento il 9 novembre 2016. Fu svincolato il 23 novembre 2016.

### New York Giants
Il 27 dicembre 2016 Murphy firmò con la squadra di allenamento dei New York Giants. Firmò un nuovo contratto un nuovo contratto il 9 gennaio 2017.
Il 2 settembre 2017 Murphy fu svincolato e rifirmò con la squadra di allenamento il giorno successivo. Fu promosso nel roster attivo il 15 dicembre 2017.
Il 7 maggio 2018 Murphy fu svincolato dai Giants.

## Palmarès

### Franchigia
- Super Bowl : 1

Denver Broncos: 50
- American Football Conference Championship: 1

Denver Broncos: 2015